# Kurortne
Kurortne  (ucraniano: Курортне) es una localidad del raión de Bilhorod-Dnistrovskyi en el óblast de Odesa de Ucrania. Según el censo de 2001, tiene una población de 757 habitantes.